# Explosion de la tourelle numéro 2 de l'USS Iowa

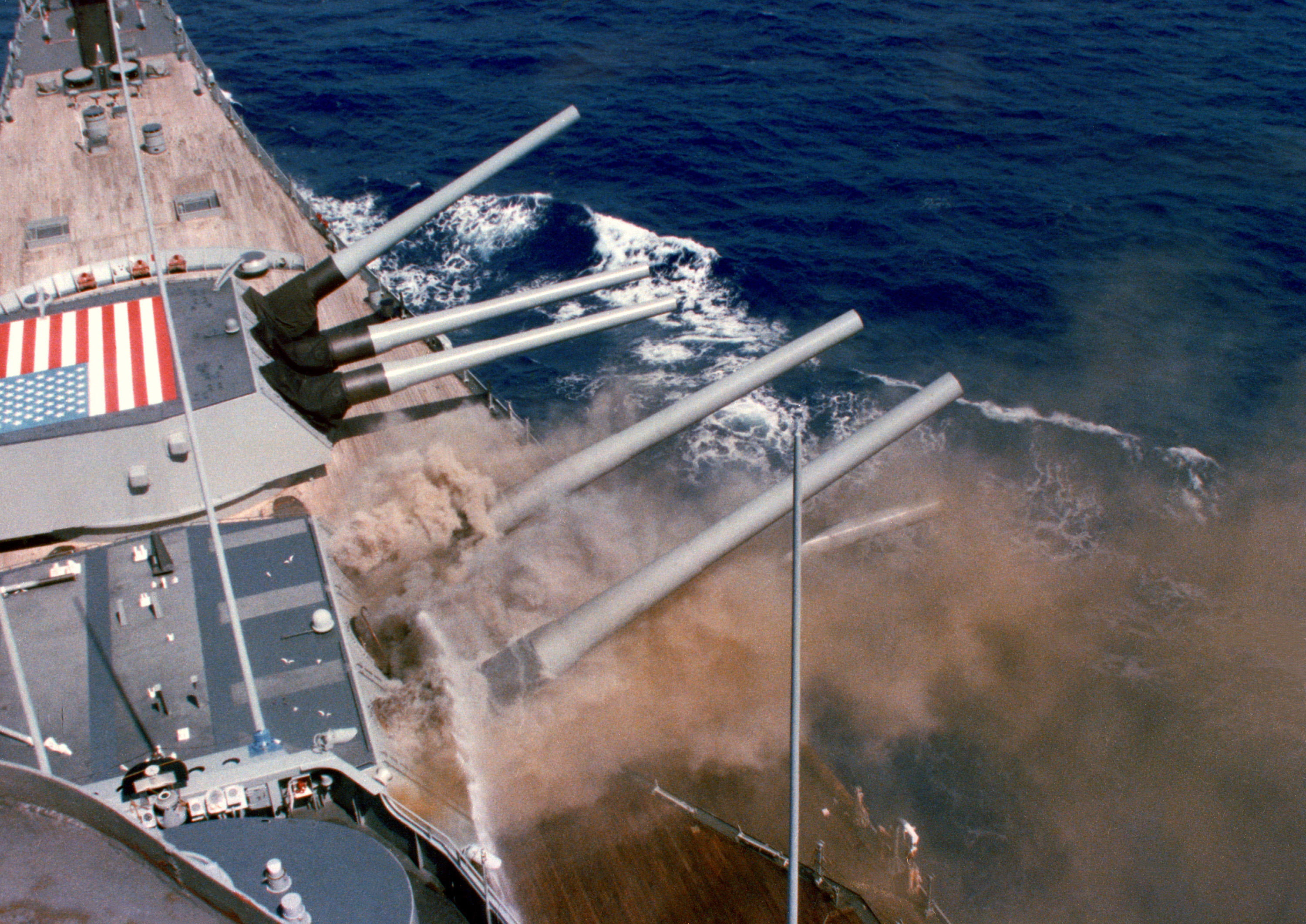
La tourelle peu après l'explosion.

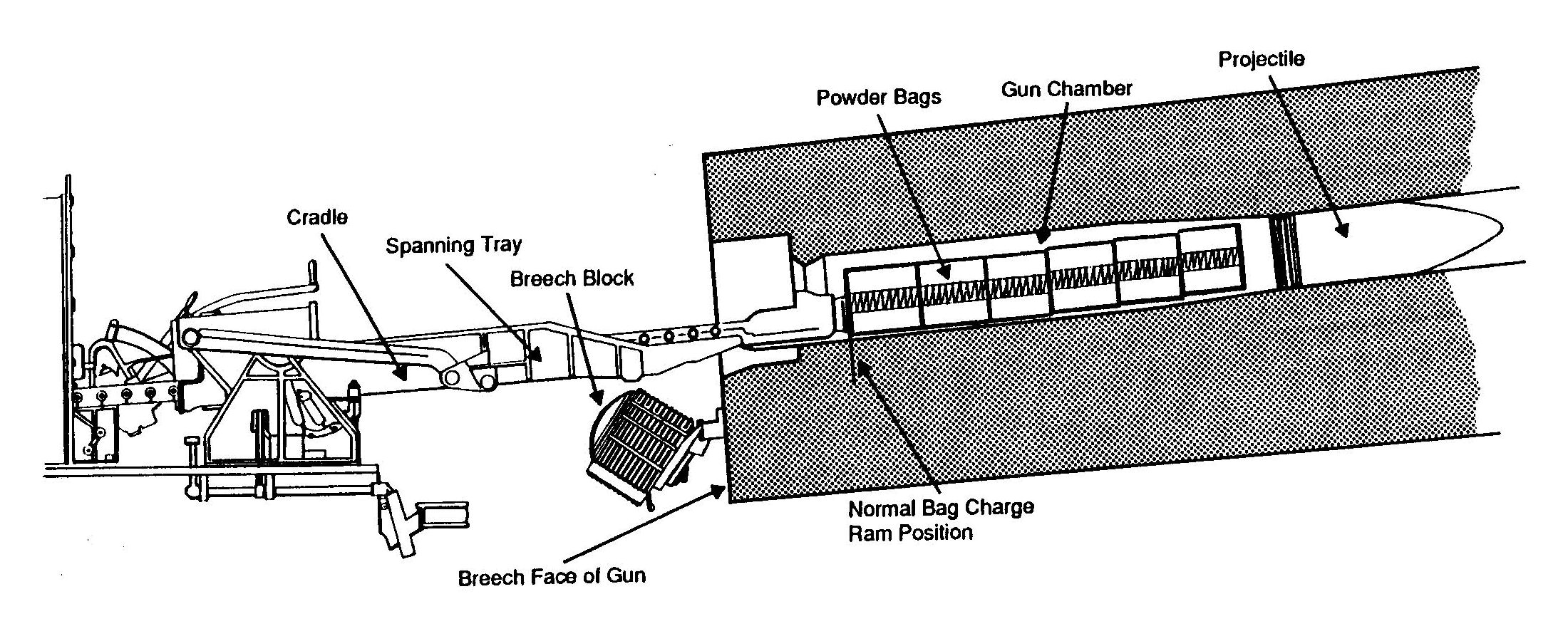
Schéma en coupe de la tourelle.

L’explosion de la tourelle numéro 2 de l'USS Iowa s'est produite le 19 avril 1989 près de Porto Rico. Elle a tué 47 membres d'équipage dans la tourelle no 2 de 406 mm du cuirassé USS Iowa (BB-61) de l'United States Navy, et endommagé gravement celle-ci.

## Investigations et conclusions
La première enquête, menée par la Marine américaine, a conclu que l'explosion a été délibérément provoquée par l'un des membres de l'équipage affecté au canon de la tourelle, Clayton Hartwig, mort dans l'explosion. Au cours de l'enquête, de nombreuses fuites à la presse, attribuées plus tard à des officiers de la Marine et des enquêteurs, impliquèrent Hartwig et un autre marin, Kendall Truitt, dans une relation homosexuelle et donnèrent comme mobile la fin de leur relation. Toutefois, dans son rapport, la Marine a conclu qu'aucune preuve n'a permis d'établir que Hartwig était homosexuel, mais qu'il était cependant suicidaire et avait causé l'explosion avec un détonateur électronique ou chimique.
Les familles des victimes, les médias, et les membres du Congrès des États-Unis ont fortement critiqué les conclusions de la Marine. Le comité des forces armées du Sénat des États-Unis et le comité des forces armées de la Chambre des représentants des États-Unis ont tenu des audiences pour enquêter sur l'enquête de la Marine et, plus tard, ont publié des rapports contestant les conclusions de celle-ci. Le comité du Sénat a demandé au Government Accountability Office (GAO) de réexaminer l'enquête. Pour aider le GAO, les Laboratoires Sandia ont fourni une équipe de scientifiques pour revoir les techniques d'enquête de la Marine.
Au cours de son examen, Sandia a constaté qu'une surcharge significative de gargousse dans la culasse du canon a pu causer l'explosion. Un test de la Marine confirma la probabilité de ce scénario. Les techniciens de Sandia ont également constaté qu'aucune preuve matérielle n'a pu soutenir la thèse du détonateur.
En réponse à ces nouveaux résultats, la Marine, avec l'aide de Sandia, a rouvert l'enquête. En août 1991, Sandia et le GAO achevèrent leurs rapports, concluant que l'explosion a probablement été causée par une surcharge accidentelle des gargousses dans la culasse du canon. La Marine, cependant, n'était pas d'accord avec l'avis de Sandia et a conclu que la cause de l'explosion n'a pas pu être déterminée. La Marine a exprimé ses regrets à la famille d'Hartwig pour l'avoir impliqué et a clos son enquête.

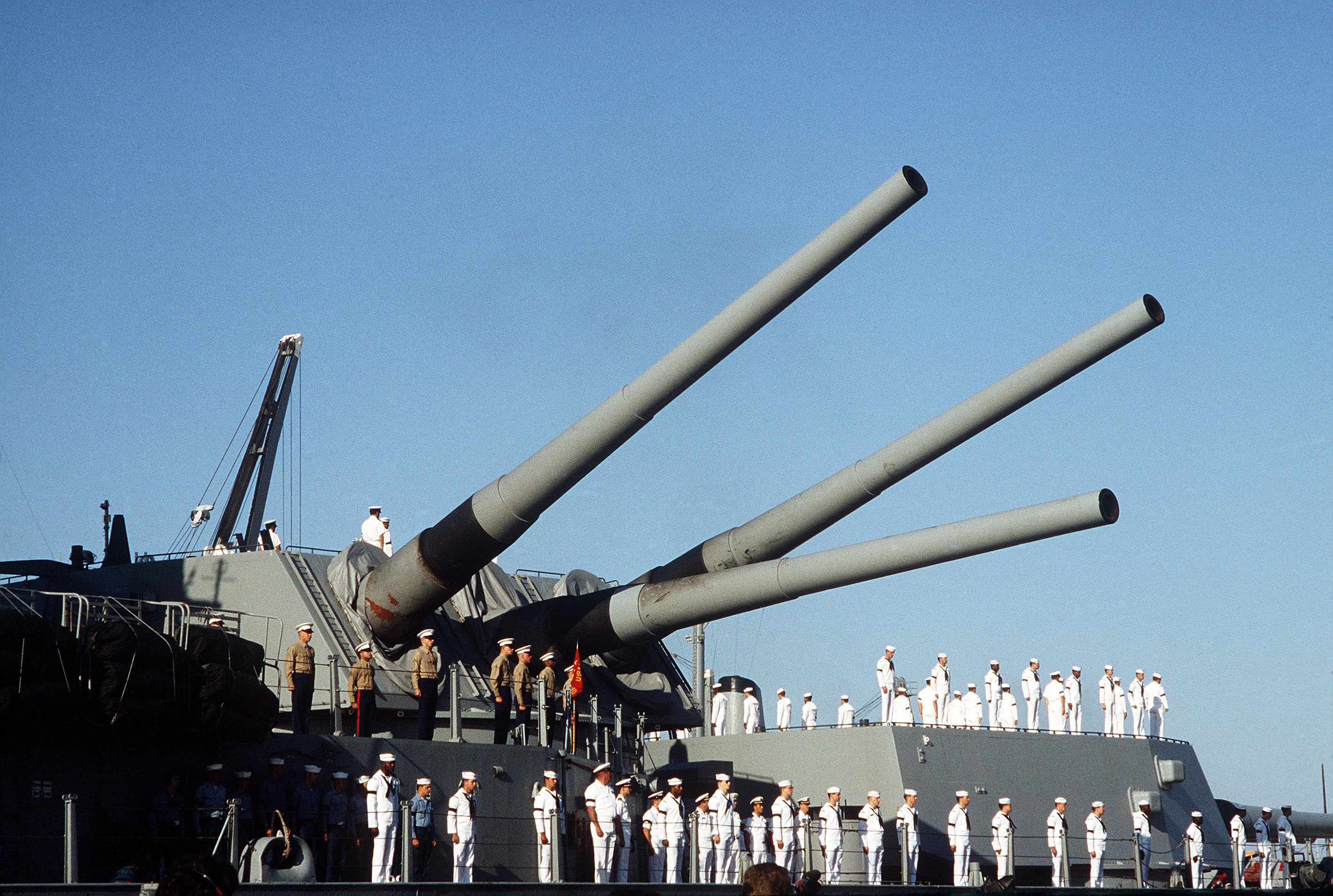
La tourelle endommagée.
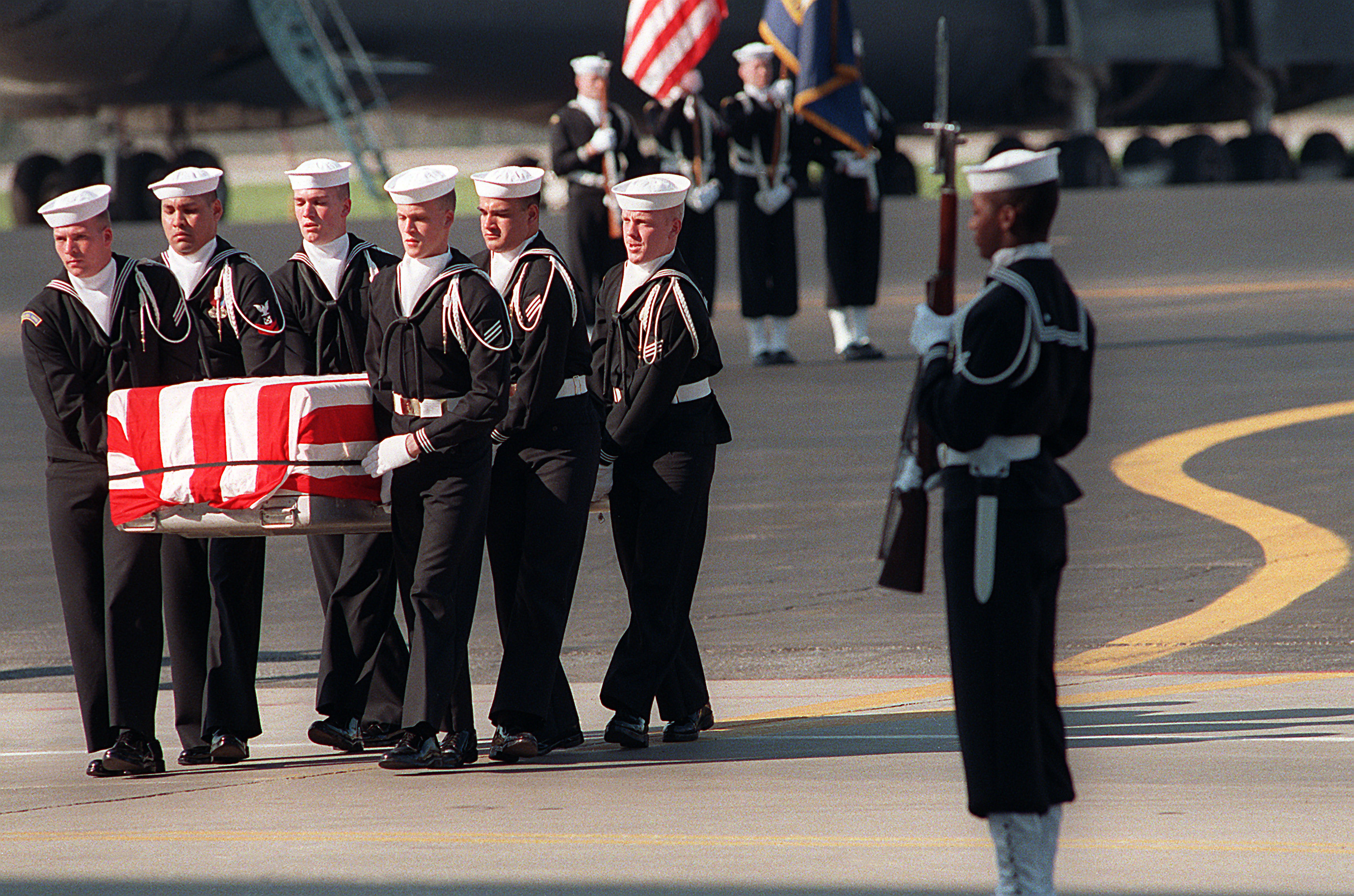
Rapatriement des victimes.
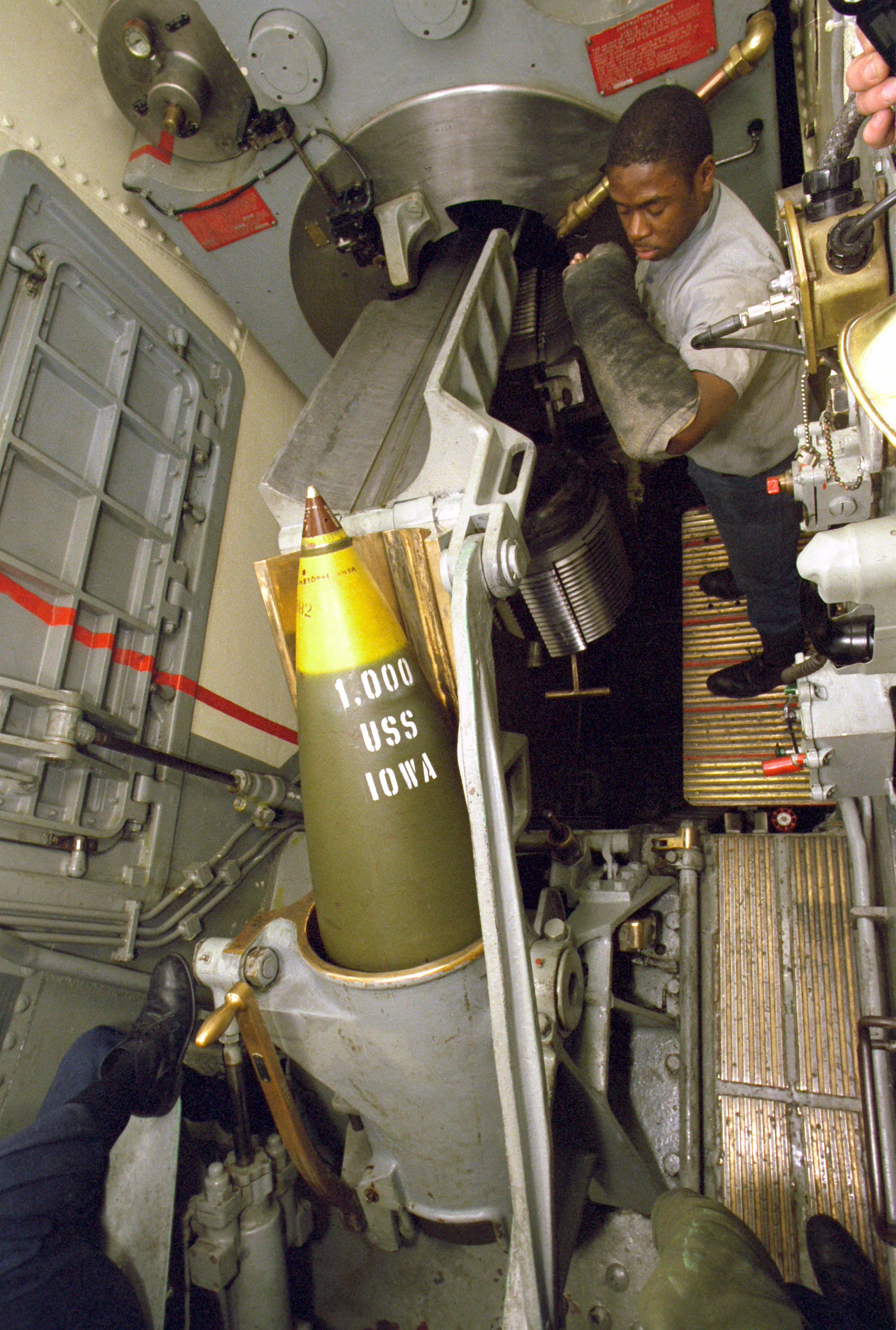
Exemple de chargement du canon.
Coupe d'une tourelle.
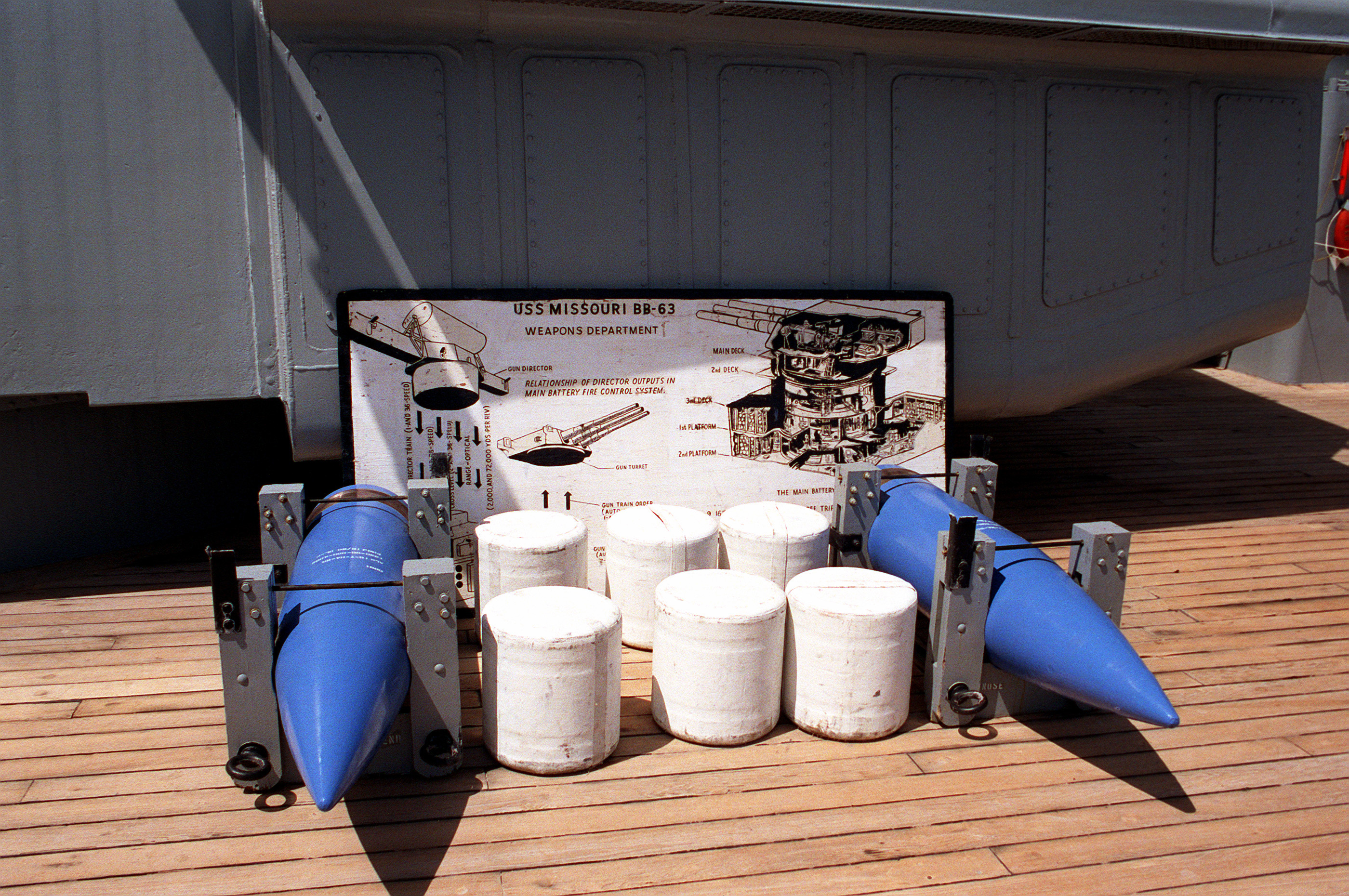
Sacs de poudre et munitions.